# Jan Štefan
Jan Štefan (* 30. března 1958, Praha) je český evangelický farář, profesor systematické teologie a vysokoškolský pedagog. Věnuje se dílu Karla Bartha a novodobé české evangelické teologii.

## Život
Vyrostl v liberální evangelické rodině a v pražském salvátorském sboru. V letech 1973–1977 navštěvoval Akademické gymnázium, 1977–1983 studoval evangelickou teologii na Komenského evangelické bohoslovecké fakultě v Praze, z toho dva semestry na církevní vysoké škole v Naumburgu/Saale (Katechetisches Oberseminar) v tehdejší NDR. V roce 1983 promoval a byl ordinován kazatelem Českobratrské církve evangelické. 1983-1985 působil jako seniorátní vikář Poděbradského seniorátu, po farářské zkoušce (1985) v letech 1986–1990 působil jako farář v Českém Brodě, kde vystřídal faráře Jiřího Štorka.
V Českém Brodě dokončil disertační práci o přirozeně-teologické debatě v evangelické teologii 20. století (promoce v prosinci 1987, název práce Skrze víru chodíme, ne skrze vidění. Rozhovor o přirozeně-teologických tématech v evangelické theologii 20. století. Pokus o zmapování terénu). Na Komenského fakultu ho přivedli jako pomocného asistenta na malý úvazek v listopadu 1987 L. Brož a J. Smolík. Po skončení studentské stávky v zimě 1989/1990 se prakticky přes noc musel plně ujmout veškeré výuky systematické teologie. V akademickém roce 1990–1991 přešel na katedru v plném úvazku jako odborný asistent, v červnu 1991 byl jmenován docentem a pověřen vedením Katedry systematické teologie. Habilitační práci pod názvem Aby všichni lidé spaseni byli. Na téma APOKATASTASIS PANTÓN v evangelické teologii 20. století napsal o soteriologickém univerzalismu v evangelické teologii 20. století. Od té doby působí na fakultě, počínaje rokem 2008 jako profesor.
Od devadesátých let je členem Vědecké rady ETF, v letech 1990–1996 byl proděkanem fakulty pro rozvoj, od r. 2000 je členem oborových rad doktorských studijních programů. V letech 1987–1995 byl poslancem několika synodů ČCE, 1984–2001 členem Poradního odboru teologického při synodní radě ČCE (1997–2001 jako jeho předseda), 1999–2001 členem Poradního odboru ekumenického. V letech 1988–1992 pracoval v evropské ekumenické skupině Leuenberger Lehrgespräche. 1996-2020 byl členem evropské Societas oecumenica, od r. 2005 německé Gesellschaft für Evangelische Theologie. Zasedal v různých redakčních radách: 1987–1989 v evangelickém církevním týdeníku Kostnické jiskry, 1996–2002 v mezinárodní Ökumenische Rundschau (Frankfurt/Main), od r. 1995 v Teologické reflexi, kde pravidelně uveřejňuje své studie a eseje.
Přednášel na německých barthovských symposiích a na setkáních Gesellschaft für Evangelische Teologie.
V letech 2011 až 2021 pracoval na částečný úvazek jako studentský farář ETF. Při středečních bohoslužbách ve fakultní kapli v akademicky pojatých kázáních i ekumenicky koncipovaném liturgicko-sakramentálním dění praktikoval propojení teologické reflexe s univerzitní spiritualitou.

## Dílo
Studiu moderní systematické teologie se věnoval již na fakultě a v průběhu vikariátu. Kulturní zájmy jej zprvu zavedly k dílu N. Berďajeva a P. Tillicha, luterská věroučná orientace k G. Ebelingovi a dalším bohoslovcům bultmannovské školy. Nespokojenost s věroučnou neurčitostí a liturgickou chudobou českého evangelictví jej přiklonila k římskému katolicismu. Na začátku práce v církvi objevil K. Bartha a dialektickou teologii.
Vlastní badatelská činnost je zaměřena na dějiny německojazyčné evangelické teologie 20. století. V r. 2006 vydal monografi Karl Barth a ti druzí, věnovanou pětici reprezentativních evangelických německy píšících teologů 20. století – K. Barthovi, E. Brunnerovi, P. Tillichovi, P. Althausovi a H.J. Iwandovi. Klade jim otázky z oblasti fundamentální teologie (historické a přirozené zjevení, víra a náboženství, teologie a filosofie) a soteriologie, příp. eschatologie (všeobecná nabídka spásy, její partikulární a univerzální uskutečnění). Každý z teologů je představen stručným životopisem, tematickým přehledem díla a obsáhlým soupisem původních vydání a reedic, souborných německých edic, a anglických a francouzských překladů. Zvláštní pozornost je věnována vztahům těchto čtyř teologů k Barthovi a Barthovým, Tillichovým a Iwandovým kontaktům s českými evangelickými teology, zejména J. L. Hromádkou, J. B. Součkem a J. M. Lochmanem.
Rozsáhlému dílu K. Bartha se systematicky věnuje po desetiletí (několik studií v německých kolektivních monografiích, překlad antologie Boží božství a Boží lidství, 2005, s P. Gallusem). Ve studiích z oblasti fundamentální teologie se zamýšlel nad smyslem, místem a podobou (systematické) teologie, ve studiích z historické teologie podrobil loajální kritice teologickou cestu ČCE. V roce 2018 vydal výbor kázání Pane, ke komu bychom šli?
V pedagogické činnosti usiluje o předání klasické křesťanské dogmatiky, a to z perspektivy luterského a reformovaného protestantismu. Inicioval, řídil a komentoval překlady dvou hojně užívaných učebnic, Pöhlmannova Kompendia evangelické dogmatiky (2002) a Epoch dějin dogmatu B. Lohseho (2003, 2010). Vedle barthovského okruhu (E. Brunner, H. J. Iwand, H. Gollwitzer) se nepřestával učit u německých vykladačů Luthera a hledat inspiraci u E. Jüngela, J. Moltmanna a G. Sautera, v poslední době se cítí být spřízněn s americkými postlindbeckovskými teology barthovskými (G. Hunsinger, B. McCormack) i luteránskými (R. Jenson).